# Powieść o sobie
Powieść o sobie (jap. 私小説 shishōsetsu, watashi-shōsetsu, watakushi-shōsetsu) – gatunek literacki w japońskiej literaturze, do którego zalicza się dzieła literatury, w których wydarzenia dziejące się w książce w jakiś sposób korespondują z życiem autora.
Gatunek powstał w Japonii z powodu wpływów naturalistycznych podczas okresu Meiji. Wielu autorów tego gatunku pozwalało sobie w nim na większą indywidualność i bardziej swobodny styl. Od początku swojego istnienia, „powieść o sobie” była gatunkiem, którym wyrażało się ciemniejszą stronę społeczności oraz życiorysu autora.
Jedną z cech charakterystycznych „powieści o sobie” jest m.in. narracja pierwszoosobowa. Język japoński posiada kilka różnych słów na oznaczenie „ja” (np.: ore, boku, shōsei, atashi, watashi, watakushi) – dla gatunku przyjęła się nazwa "watashi-shōsetsu" lub "watakushi-shōsetsu". W książce Sōseki Natsume pt. Wagahai wa neko de aru (pol. wyd. Jestem kotem, 1977, 2006) narratorem jest kot mieszkający w tokijskim domu nauczyciela Kushami („Apsik”). 
Za pierwsze „powieści o sobie” uważa się: Hakai (Złamany zakaz, 1906), napisaną w 1906 roku przez Tōsona Shimazaki oraz Futon (Kołdra, 1907) Katai Tayamy (1871–1930) z 1907 roku. W Hakai Shimazaki opisuje mężczyznę urodzonego w dyskryminowanej części społeczeństwa (burakumin) i w jaki sposób łamie on przykazanie ojca i nie wyjawia swojego pochodzenia. W Futonie bohater wyjawia uczucia skierowane do swojej uczennicy.
Skandal Shūsaku Endō to jeden z późniejszych przykładów „powieści o sobie”.